# Dust in the wind
Dust in the wind is een nummer van de Amerikaanse progressieve rockband Kansas. Het is geschreven door bandlid Kerry Livgren, en is voor het eerst uitgebracht op het album Point of know return uit 1977.
 Op 16 januari 1978 werd het nummer op single uitgebracht.

## Achtergrond
Het was één de eerste akoestische nummers van Kansas, en de trage melancholische melodie en filosofische tekst wijken sterk af van hun andere hits als Carry on wayward son en Point of know return.
De single werd uitsluitend een hit in Noord-Amerika, Oceanië, Frankrijk en het Nederlandse taalgebied.
In Kansas' thuisland de Verenigde Staten piekte de plaat op de 6e positie in de Billboard Hot 100 in de week van 22 april 1978, waardoor het Kansas' enige top tien hit was in de Billboard Hot 100. De 45-toeren single behaalde goud voor de verkoop van een miljoen stuks door de RIAA. Meer dan 25 jaar later op 17 september 2008, behaalde het nummer een gouden status in de RIAA digitale download.
Kansas bracht ook een liveversie van het lied op hun album Two for the show en een symfonische versie op Always never the same. In Canada werd de 3e positie bereikt, Frankrijk de 22e, Australië de 52e en Nieuw-Zeeland de 36e positie.
In Nederland werd de plaat veel gedraaid op de landelijke radiozenders en werd een hit in de destijds drie hitlijsten. De plaat bereikte de 19e positie in de Nederlandse Top 40 en de 22e positie in zowel de Nationale Hitparade als de op 1 juni 1978 gestarte TROS Top 50. In de Europese hitlijst, de TROS Europarade, werd géén notering behaald.
In België bereikte de plaat de 27e pisitie in de voorloper van de Vlaamse Ultratop 50 en de 29e positie in de Vlaamse Radio 2 Top 30.  

## Ontstaan
De gitaarlijn voor dit nummer werd geschreven door Kerry Livgren tijdens het oefenen van vingerzettingen. Zijn vrouw, Vicci, hoorde zijn oefening en merkte op dat ze de melodie erg mooi vond en moedigde hem aan om er een tekst bij te schrijven. Livgren was niet zeker of zijn collega-bandleden het geschikt zouden vinden, omdat het sterk afweek van de tot dan toe kenmerkende speelstijl van de band. Maar hij diende het nummer toch in en het werd goed bevonden en opgenomen.

"Dust in the wind" werd als laatste toegevoegd aan de selectie voor het album Point of know return, maar zou uiteindelijk uitgroeien tot het meest succesvolle nummer van de band.

## Tekst
De liedtekst is een meditatie op de sterflijkheid en de onvermijdelijkheid van de dood. De tekst werd geschreven door Kerry Livgren nadat hij een boek had gelezen over de poëzie van de inheemse bevolking van Amerika, de Indianen. Hij liet zich inspireren door de regel: For all we are is dust in the wind (Alles wat we zijn is stof in de wind). Deze tekstregel wordt weerspiegeld in het refrein van het lied. Het onderwerp wordt op grote schaal gevarieerd in het lied, bijvoorbeeld in de vorm van: Just a drop of water in an endless sea (Gewoon een druppel water in een eindeloze zee).

De liedtekst bestaat uit drie strofen. Er werd ook een ander vers geschreven, maar dit is nooit gepubliceerd.
Het thema draagt een opvallende gelijkenis met de bekende Bijbelse passage Genesis 3:19 ( "... want stof zijt gij en tot stof zult gij wederkeren."), maar ook in de beroemde openingstekst van de epische Japanse oorlogsverhalen van de Heike Monogatari ( "... de machtige val eindelijk, en ze zijn als stof voor de wind.").

## Muziek
De kenmerkende akoestische gitaarpartij is tweestemmig en wordt door twee gitaristen tegelijkertijd gespeeld op een zessnarige gitaar, één in standaard stemming en de andere in Nashville tuning, waardoor het klinkt alsof de partij (met effect) is gespeeld op één enkele twaalfsnarige gitaar. De techniek die hier wordt gebruikt, wordt ook wel Travis picking genoemd. Dit is een vingerzetting met afwisselende bas. Het instrumentale deel bevat een kenmerkende melodieuze lijn en harmonie voor viool en altviool. De grondtoon van het stuk is a mineur.

Na elk van de drie verzen volgt het refrein. Na het laatste vers wordt het refrein twee keer gereciteerd, waarbij de laatste herhaling iets varieert. Na het refrein van het tweede couplet volgt een instrumentaal deel met een karakteristieke viool melodie. De viool wordt dan gespeeld in het volgende vers en het volgende refrein, het eerste deel van het nummer wordt alleen begeleid door gitaar.
Het stuk heeft een kenmerkend instrumentaal intro, dat aan het einde van het stuk wordt herhaald. Het bovenste deel wordt herhaald om de drie cycli, terwijl het akkoorddiagram zich altijd strekt over vier maten.
Deze statistiek verplaatsing schept de typische akkoordenschema:
C – Cmaj7 – Cadd9 – C –
Asus2 – Asus4 – Am – Asus2 –
Cadd9 – C – Cmaj7 – Cadd9 –
Am – Asus2 – Asus4 – Am

## Coverversies en verder gebruik
Verschillende artiesten en bands hebben een coverversie van het nummer uitgebracht. Zo zijn er covers bekend van:
- Eric Benét
- Gabriel & Dresden
- Keren Ann
- Mägo de Oz
- Melanie
- Metalium
- Paula Fernandes
- Sarah Brightman
- Scorpions

Ook is het nummer gecoverd in andere talen dan het Engels. De Chileense punk band Los Mox! heeft een versie uitgebracht in het Spaans. Verder is er een instrumentale versie van de jazzgitarist Bernie Williams.

## Filmmuziek
Regelmatig wordt het nummer gebruikt in muziek voor films en televisieprogramma’s.
- Dust in the wind is in de film Old school uit 2003 te horen en wordt hierin gezongen door Will Ferrell. Ook is het nummer herhaaldelijk te horen in de tv-serie Highlander.
- In de aflevering Fat man and little boy uit de serie The Simpsons, wordt de originele versie van het stuk gebruikt.
- In de film Final Destination 5, verwijst het nummer naar de ongevallen die in de toekomst zullen plaatsvinden.
- In de Duitse film Quellen des Lebens (2013), die zich afspeelt in het naoorlogse Duitsland, vormt het nummer een muzikale ondersteuning om een sferisch beeld te scheppen van een generatie.

## Hitnoteringen

### NPO Radio 2 Top 2000
| Nummer met noteringen in de NPO Radio 2 Top 2000 | '99 | '00 | '01 | '02 | '03 | '04 | '05 | '06 | '07 | '08 | '09 | '10 | '11 | '12 | '13 | '14 | '15 | '16 | '17 | '18 | '19 | '20 | '21 | '22 | '23 | '24 |
| ------------------------------------------------ | --- | --- | --- | --- | --- | --- | --- | --- | --- | --- | --- | --- | --- | --- | --- | --- | --- | --- | --- | --- | --- | --- | --- | --- | --- | --- |
| Dust in the Wind                                 | 95  | 183 | 338 | 161 | 127 | 227 | 210 | 221 | 254 | 197 | 311 | 375 | 330 | 250 | 219 | 224 | 213 | 235 | 214 | 263 | 275 | 260 | 270 | 245 | 290 | 260 |

1. ↑  Een vetgedrukt getal geeft de hoogste notering aan.

### Evergreen Top 1000
| Evergreen Top 1000 "Dust in the Wind" | Evergreen Top 1000 "Dust in the Wind" | Evergreen Top 1000 "Dust in the Wind" | Evergreen Top 1000 "Dust in the Wind" | Evergreen Top 1000 "Dust in the Wind" | Evergreen Top 1000 "Dust in the Wind" | Evergreen Top 1000 "Dust in the Wind" | Evergreen Top 1000 "Dust in the Wind" | Evergreen Top 1000 "Dust in the Wind" | Evergreen Top 1000 "Dust in the Wind" | Evergreen Top 1000 "Dust in the Wind" | Evergreen Top 1000 "Dust in the Wind" | Evergreen Top 1000 "Dust in the Wind" | Evergreen Top 1000 "Dust in the Wind" | Evergreen Top 1000 "Dust in the Wind" | Evergreen Top 1000 "Dust in the Wind" | Evergreen Top 1000 "Dust in the Wind" |
| Jaar                                  | 2008                                  | 2009                                  | 2010                                  | 2011                                  | 2012                                  | 2013                                  | 2014                                  | 2015                                  | 2016                                  | 2017                                  | 2018                                  | 2019                                  | 2020                                  | 2021                                  | 2022                                  | 2023                                  |
| ------------------------------------- | ------------------------------------- | ------------------------------------- | ------------------------------------- | ------------------------------------- | ------------------------------------- | ------------------------------------- | ------------------------------------- | ------------------------------------- | ------------------------------------- | ------------------------------------- | ------------------------------------- | ------------------------------------- | ------------------------------------- | ------------------------------------- | ------------------------------------- | ------------------------------------- |
| Positie                               | -                                     | -                                     | -                                     | -                                     | -                                     | 608                                   | -                                     | 536                                   | 258                                   | 240                                   | 237                                   | 302                                   | 261                                   | 186                                   | 233                                   | 283                                   |